# Cisternas de Tawila
Las cisternas de Tawila son depósitos de agua en Adén, Yemen, que se remontan a la antigüedad.

## Historia
Las cisternas de Tawila 8en árabe: صهاريج عدن‎, romanizado: Ṣahārīǧ ʿAdan o en árabe: صهاريج الطويلة‎, romanizado: Ṣahārīǧ aṭ-Ṭawīla) datan del siglo I y fueron construidas por los himyaritas. Una placa a la entrada del sitio advierte sin embargo a los visitantes: «En cuanto a la construcción original, nada se sabe con precisión».
Las cisternas se mencionan en manuscritos que datan del establecimiento del Islam en Yemen en el siglo XVIII: «Adén tiene cisternas que recogen agua cuando llueve» escribió Abū Muhammad al-Hasan al-Hamdānī en el siglo X. Al-Makdsi, tres siglos después, también menciona los pozos y cisternas de Adén. Durante la época de la dinastía Rasúlida (1229-1454), las cisternas estaban en ruinas. Los Rasúlidas reconocieron su utilidad y comenzaron a restaurarlas. Las cisternas se usaron hasta el siglo XVI.
Fueron redescubiertas por Robert Lambert Playfair en 1854. Los británicos los restauraron en el siglo XIX.

## Características

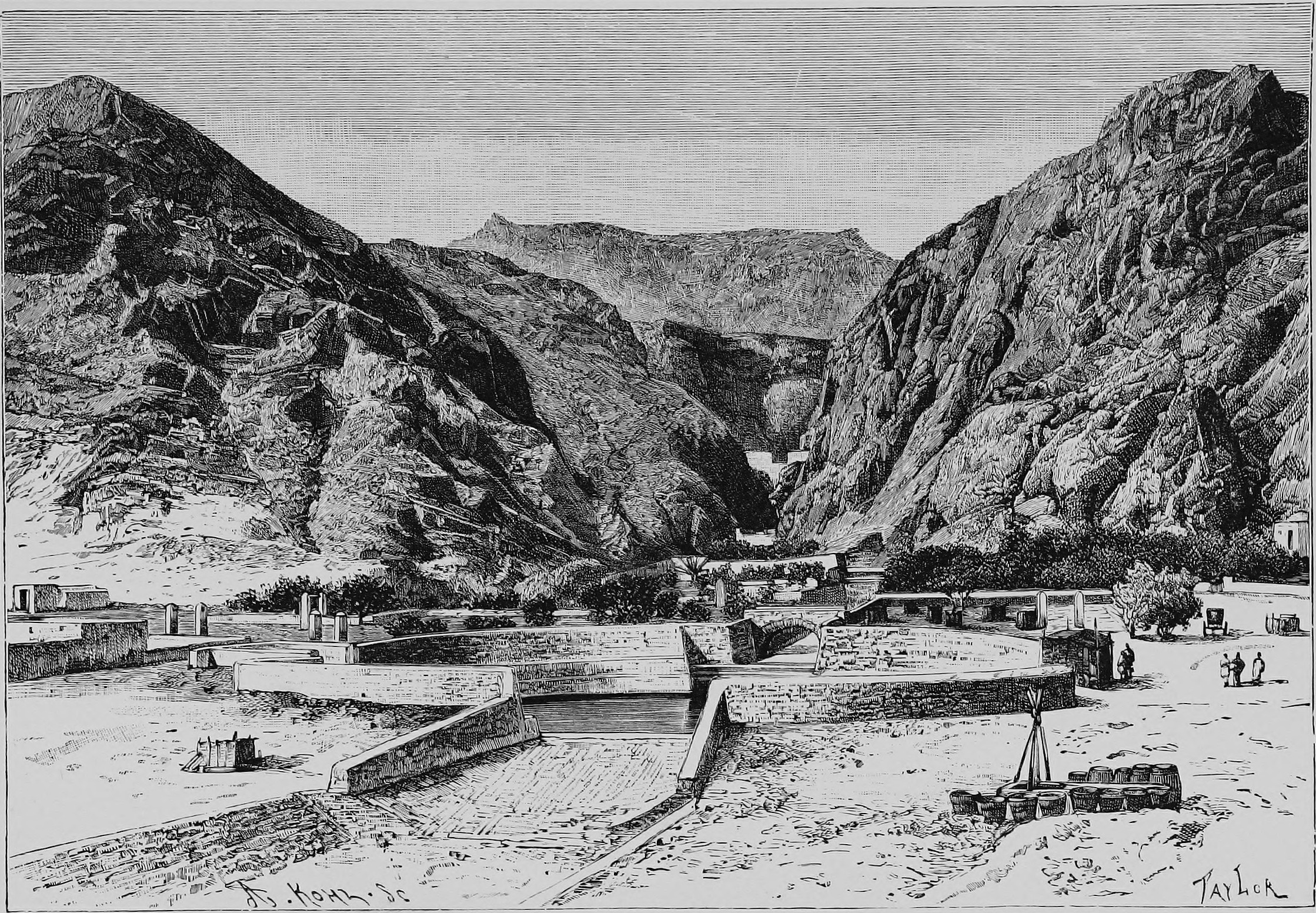
Dibujo de las cisternas de 1876.

Situadas a una altitud de 1.600 m, las cisternas se utilizaban para abastecer a Adén de agua fresca procedente de las lluvias que bajaban del monte Shamsan1. Dieciocho cisternas fueron apiladas una sobre otra y llenadas sucesivamente. Están hechas de rocas volcánicas de Wadi Tawila y están revestidas de un estuco especial que incluye ceniza volcánica para hacer un cemento natural que es a la vez duro e impermeable. Tienen una capacidad de más de un millón de hectolitros, y el desbordamiento se descarga en el mar a través de un sistema de tuberías. Los mayores embalses son el de Coghlan, situado en el centro del emplazamiento, y el de Playfair, situado más abajo, fuera del propio emplazamiento.
Los embalses están actualmente vacíos y se encuentran en medio de un jardín que sirve como parque público. El sitio también acoge a los turistas.
Sin embargo, en caso de inundación, son útiles para absorber parte del agua de la montaña. Un sistema de uadis y presas facilita la evacuación.